# Corredor (finances)
En finances, un corredor és un professional que fa d'intermediari en operacions financeres i mercantils com ara subhastes, pignoracions, etc., a canvi del cobrament d'un corretatge —comissió.
L'ofici ja és esmentat segle xiii, tant a Barcelona (1257) com a València (1283), i a partir del segle xiv es distingiren diverses classes de corredors en funció de la seva especialitat segons les formes de venda o les mercaderies; així hi havia corredors de coll (que dirigien subhastes), corredors d'orella (que feien d'intermediaris entre el comprador i el venedor) i corredor d'animals. Les corredories estaven legislades pels consells municipals, que en limitaven les places i els corretatges, legislació que fou abolida pels Decrets de Nova Planta.
A Mallorca, els corredors de coll i els d'orella eren organitzats en dos col·legis professionals diferents.
El col·legi dels corredors de coll està documentat del segle xiv, i les primeres ordinacions conegudes són de 1482. El seu patró eren els dos Sants Joans, Evangelista i Baptista, que veneraven a l'església de Santa Eulàlia, a la capella que actualment és dedicada a Sant Lluís, i el seu escut consistia en una trompeta amb l'escut de la ciutat. El col·legi de corredors d'orella, per la seva banda, fou fundat el 1593, i tenia per patró la Visitació de Maria, celebrada el 2 de juliol, i venerada a l'església de Sant Joan.

## Un agent hipotecari
El caràcter i l'abast de l'activitat d'un agent hipotecari varien en funció de la jurisdicció. Un agent hipotecari actua com a intermediari que tracta amb préstecs hipotecaris en nom de particulars o empreses. Tradicionalment, els bancs i altres institucions creditícies venien els seus propis productes. Tanmateix, a mesura que els mercats hipotecaris es van fer més competitius, el paper de l'agent hipotecari es va fer més popular.
Els agents hipotecaris també han de tenir llicències individuals i corporatives a través del Sistema Nacional de Llicències i Registre (NMLS, en les seves sigles en anglès). L'objectiu del NMLS és utilitzar els avantatges de la regulació local dels serveis financers a nivell estatal en una plataforma nacional, que ofereix una coordinació millorada i un intercanvi d'informació entre les autoritats reguladores, major eficiència per a la indústria i una protecció ampliada dels consumidors. Els especialistes en crèdit que treballen en institucions dipositàries han de registrar-se a NMLS, però no necessiten llicència.
Els agents hipotecaris vinculats ofereixen productes d'un sol prestador, mentre que els agents amb múltiples vincles ofereixen productes d'un petit grup de prestadors. Un dels principals avantatges de treballar amb un agent hipotecari és el seu accés a una àmplia gamma de prestadors. A diferència de contactar directament amb un banc o un únic prestador, l'agent pot triar per a vostè diferents productes de crèdit de diverses institucions financeres. Molts agents vinculats estan relacionats amb agents immobiliaris i dirigeixen els clients de l'agència a un dels diversos prestadors a canvi d'una comissió. Els especialistes hipotecaris en bancs i societats de crèdit poden ser considerats també agents vinculats, ja que només poden oferir productes venuts per aquest prestador.
Les comissions cobrades varien d'un agent a un altre, però poden estar justificades si l'agent pot agilitzar el procés de sol·licitud, oferir suport a clients vulnerables i/o fer una cerca àmplia de préstecs hipotecaris per trobar el tracte més adequat en funció de les circumstàncies del client o la propietat escollida. La regulació de l'FCA sobre responsabilitats dels consumidors requereix que els agents considerin si les seves comissions ofereixen un "valor just" per al consumidor.